# Xe trượt
Xe trượt (tiếng Anh: kick scooter, push-scooter, hay thậm chí là scooter) là phương tiện cá nhân có 2 bánh nhỏ, dùng chân để đẩy.